# 加賀野井城
加賀野井城（かがのいじょう）は、岐阜県羽島市にあった日本の城。加賀井城とも書かれる。加賀井氏の居城として使われ、現在はわずかに城跡が残されているのみだが、県の史跡に指定されている。地元の伝承では城の井戸が木曽川の中ほどにあるといい、1586年（天正14年）の洪水や1608年（慶長13年）の御囲堤築造に伴う治水工事で城郭・城地の大半を失ったと推定されている。

## 歴史
加賀井氏は織田信長、信雄に仕え、加賀井重望は信雄から加賀野井郷の知行を宛がわれていた。1584年（天正12年）の小牧・長久手の戦いでは加賀野井城でも合戦があり、重望をはじめ小坂雄吉ら2000人余が城を守っていた。5月4日（6月12日）には羽柴側の大軍が城を包囲した。これに対して、5月5日（6月13日）に織田信雄は羽柴秀吉が冨田寺に本陣を構えて加賀野井城を包囲しようとしている事を不破源六に伝え、旧7日（6月14日）には源六による加賀野井への後詰要請を徳川家康にも伝えた事も書き送っている。しかし秀吉側は5日には竹ヶ鼻および祖父江（現・愛知県稲沢市祖父江町）近辺に放火し、加賀野井城の外構を破って堀を残すのみになり、これを木下重堅に報じている。加賀野井城は7日に落城して将兵は断首され、続いて奥城も落ち、翌旧10日（6月18日）には竹ヶ鼻城も攻略予定に入った（竹ヶ鼻城の水攻め）。この際、秀吉は尾張国西部の要衝である加賀野井城を落とすことで家康自身の出陣を誘い、直接対決を目論んでいたとされる。
加賀井重宗・重望の親子は7日（『勢州軍記』では6日の子の刻）に城から突撃し、脱出に成功している。援軍の大将である神戸氏当主で織田信雄家老の神戸与五郎（林与五郎）も逃れることに成功したが、嫡子の神戸十蔵（林十蔵）や千種氏当主千種三郎左衛門（後藤賢豊の弟）など主だった武将は討死、死者およそ1000（『勢州軍記』）。楠木氏当主楠木正盛（数え16歳）と神戸与五郎の息子の林松千代（数え15歳）は生け捕りにされ、秀吉の命令で斬首された（『勢州軍記』）。
加賀井氏はその後、秀吉から登用の誘いを受けて重望が仕え、1599年（慶長4年）には加賀野井に8,000石の知行があったが、1600年（慶長5年）、関ヶ原の戦いの直前に殺害され、西軍についた加賀井氏は所領没収された。関ヶ原の戦いでは、福島正則が加賀野井城の付近で渡河作戦を行なっている（竹ヶ鼻城の戦い）。

## 現地情報
所在地
岐阜県羽島市下中町加賀野井内屋敷620番地の2
アクセス
- 東海道新幹線岐阜羽島駅から約5キロメートル